# Storia dei Detroit Lions

Il logo dei Detroit Lions

La storia dei Detroit Lions, una franchigia professionistica di football americano con sede a Detroit, Michigan, risale al 1929 quando la squadra giocava a Portsmoth, in Ohio, con il nome di Portsmouth Spartans.

## Portsmouth Spartans (1929-1933)

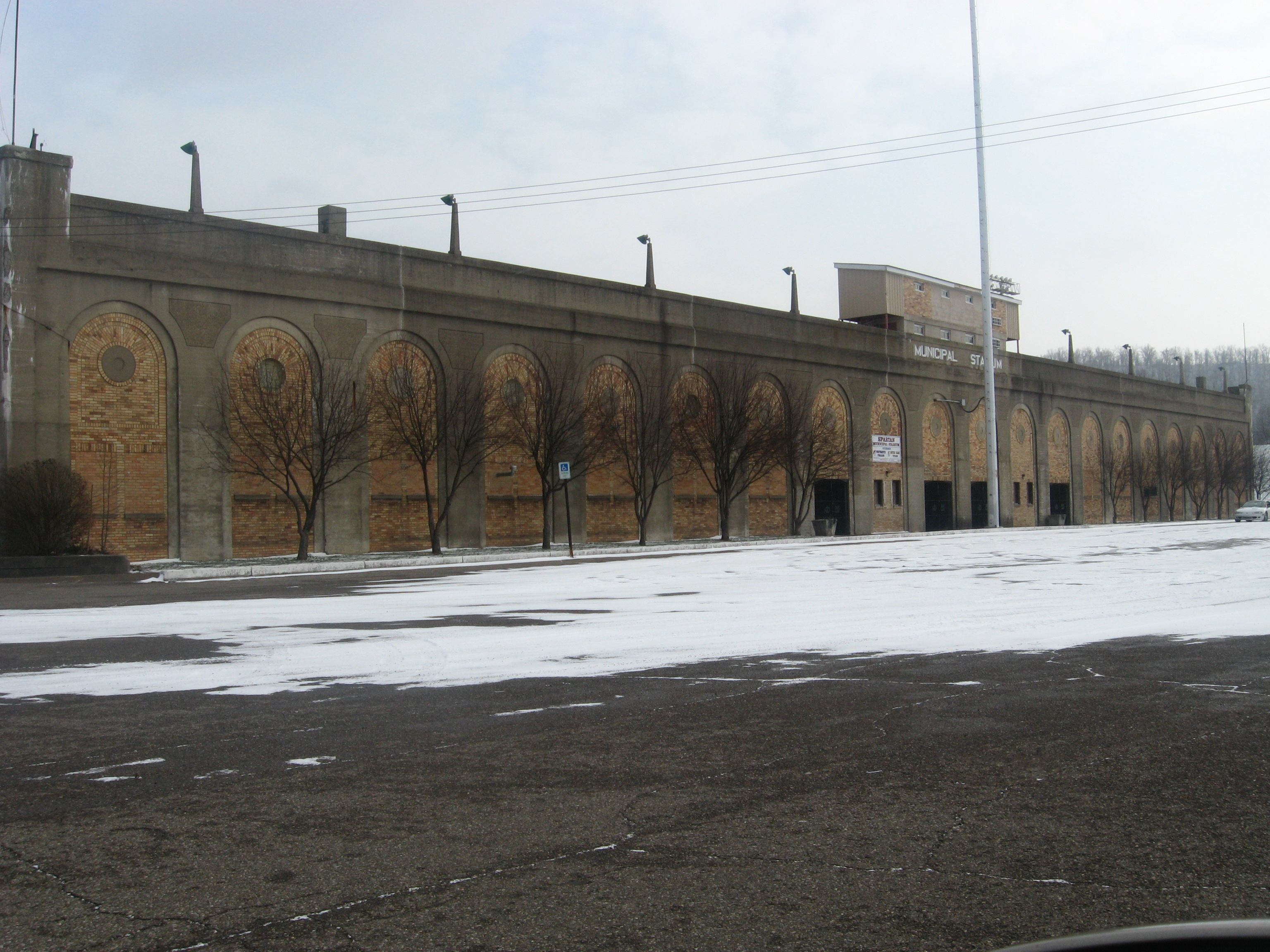
Il campo casalingo degli Spartans nel 2008, ora noto come Spartan Municipal Stadium

Gli Spartans furono fondati nel 1929 a Portsmouth, nell'Ohio, attirando giocatori da una ex lega professionistica defunta che operava nell’area Ohio-Kentucky-Virginia Occidentale. Ebbero subito successo battendo due volte gli Ironton Tanks, una squadra indipendente nelle vicinanze che sin dall’inizio degli anni venti aveva affrontato formazioni della NFL con buoni risultati.
I residenti di Portsmouth acconsentirono a finanziare la costruzione dello Universal Stadium, una struttura di livello per l’epoca, spingendo la NFL a offrire loro un posto nella lega nel 1930. Portsmouth divenne la seconda città più piccola della NFL, davanti solo a Green Bay. Nel suo primo anno nella lega, il club ebbe un bilancio di 5–6–3. L’anno successivo salì a 11-3, secondo nella NFL dietro solo ai Green Bay Packers.
Nel 1932 gli Spartans disputarono il famoso "Iron Man Game” contro i Packers. In tale occasione, il loro allenatore Potsy Clark rifiutò di effettuare anche una singola sostituzione contro i campioni NFL in carica, costringendo 11 giocatori a disputare tutta la partita. Portsmouth vinse 19–0 e concluse l’annata sul 6-2-4, lo stesso record dei Chicago Bears. Ciò portò a disputare la prima gara di playoff della storia della NFL. La gara avrebbe dovuto tenersi originariamente al Wrigley Field ma a causa di una tempesta di neve fu spostata al Chicago Stadium che aveva un campo di sole 80 yard. Portsmouth perse per 0-9, sfiorando nuovamente il titolo. Tuttavia, l’interesse suscitato dalla contesa portò alla creazione della Eastern e della Western Conference, con una finale per il titolo da disputarsi annualmente.
All’inizio della stagione 1933 gli Spartans acquisirono il running back Ernie Caddel e, malgrado avere iniziato con un record di 5-1, terminarono 6-5, chiudendo secondi nella Western Conference. A fine anno la squadra, in difficoltà finanziarie, fu acquisita dal dirigente delle radio di Detroit George Richards per poco meno di 8.000 dollari e fu trasferita a Detroit, cambiando denominazione in Detroit Lions. Richards scelse tale nome in onore dei Detroit Tigers di baseball e perché il leone era il re della giungla. Tale doveva essere la squadra, diventando la regina della NFL.

## Trasferimento a Detroit e primi successi (1934-1938)
I Lions disputarono la loro prima stagione a Detroit nel 1934 vincendo tutte le prime dieci gare, incluse 7 senza subire punti. Tuttavia, perse tutte le ultime tre gare contro Green Bay e Chicago, terminando seconda nella conference dietro ai Bear. Nel 1935 Dutch Clark guidò la NFL con 55 punti segnati mentre Ernie Caddel guidò la lega con 621 yard corse e 6,4 yard a portata, coi Lions che terminarono 7-3-2. Tale record era il secondo migliore della conference dietro all’8-4 dei Packers ma a causa della migliore percentuale di vittorie (70 contro 66,7), fu Detroit ad andare in finale contro i New York Giants campioni in carica. La gara si tenne il 15 dicembre 1935 di fronte a 15.000 tifosi a Detroit. I Lions vinsero per 26-7 conquistando il loro primo titolo, in un periodo, dal 1935 al 1936 in cui la città fu soprannominata Detroit City of Champions: i Tigers vinsero le World Series 1935 e i Detroit Red Wings la Stanley Cup 1936.
A fine stagione i Lions disputarono un’amichevole contro una selezione dei migliori giocatori della NFL il 1º gennaio 1936 e vinsero per 33-0. Nei due anni successivi, Detroit finì con record di 8-4 e 7-4 ma finì terza dietro a Bears e Packers. Dopo essere finiti dietro ai Packers di una partita nel 1938 sia Dutch Clark che Ernie Caddel decisero di ritirarsi. Clark in seguito fu introdotto nella Detroit Lions Hall of fame e il suo numero 7 fu ritirato dal club.

## Periodo di difficoltà (1939-1949)

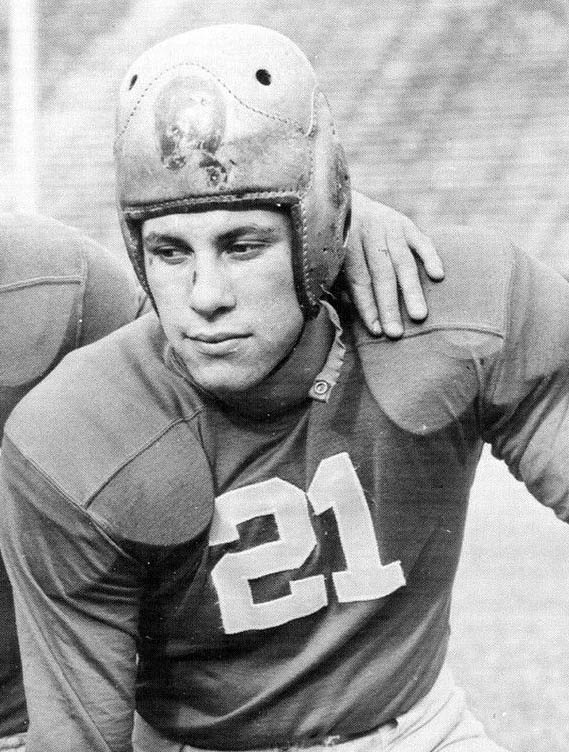
Frank Sinkwich, prima scelta assoluta del Draft 1943 e MVP della NFL nel 1944 coi Lions

Il 1939, il primo anno di Detroit senza le sue stelle, terminò con sei vittorie. Gli anni quaranta furono un decennio di difficoltà per la franchigia che vinse solamente 35 partite, 3,5 a stagione, finendo 0-11 nel 1942. Quell'anno l’attacco fu così poco produttivo da segnare solamente 5 touchdown complessivi, non segnando mai più di 7 punti in una partita. Con la prima scelta assoluta del Draft NFL 1943 i Lions scelsero Frank Sinkwich da Georgia, il quale fu premiato come MVP della NFL nel 1944 quando guidò la squadra a 5 vittorie consecutive e al primo record positivo dal 1939. Il 7 novembre 1943 i Lions e i Giants pareggiarono 0–0 a Detroit, al 2018 l’ultima volta in cui nessuna squadra segnò punti in una partita.
Detroit nel 1945 salì a 7–3, seconda nella Western Division dietro ai Cleveland Rams. I Lions ebbero meno successo nella seconda metà del decennio: nel 1946 vinsero una sola gara e nel 1947 tre. Le loro fortune iniziarono a mutare nel 1948. Come sesto assoluto nel Draft NFL 1948 scelsero il quarterback Y.A. Tittle che tuttavia optò per firmare con i San Francisco 49ers. Nello stesso draft, tre prima che i Lions scegliessero Tittle, i Chicago Bears chiamarono Bobby Layne, che ebbe una carriera hall of fame quando giunse a Detroit tre anni dopo. In seguito Detroit chiamò il tackle Les Bingaman e il defensive back Don Doll che sarebbero diventati Pro Bowler.
Detroit vinse solo due gare nel 1948 ma continuò a sviluppare il suo roster scambiando i diritti sul quarterback Johnny Rauch con i New York Bulldogs per Doak Walker. L’anno seguente i Lions vinsero due gare in più ma mancarono i playoff per il 14º anno consecutivo.

## Anni di gloria (1950-1958)

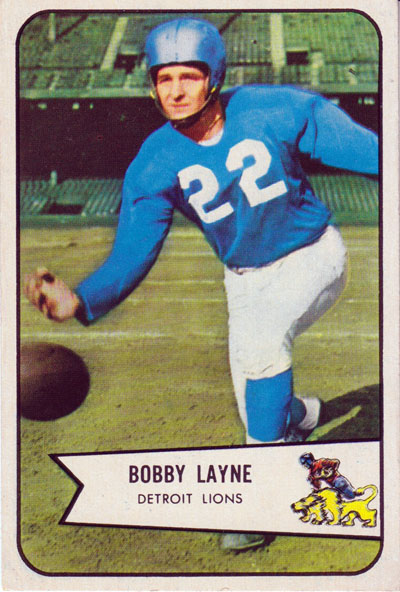
Bobby Layne, il quarterback più decorato della storia dei Lions

All’inizio degli anni cinquanta i Lions avevano una squadra in grado di lottare per il titolo ma mancavano ancora di un quarterback di alto livello. Per ovviare a tale necessità scambiarono il wide receiver Bob Mann con i New York Yanks per il quarterback Bobby Layne. Dopo un anno da 6-6 nel 1950, il capo-allenatore Bo McMillin fu licenziato e sostituito da Buddy Parker che aveva giocato per i Lions a metà degli anni trenta e aveva vinto il titolo nel 1935. Nel 1952 salirono a 9-3, primi nella National Conference alla pari con i Los Angeles Rams e facendo così ritorno ai playoff dopo 17 anni.

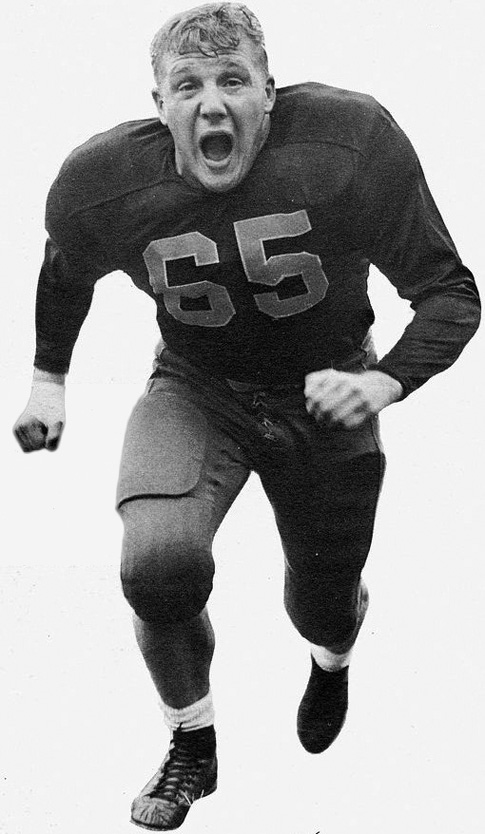
Joe Schmidt fu il capitano di Detroit per dieci anni consecutivi

Nella finale della National Conference, i Lions batterono i Rams 31-21 davanti ai quasi 50.000 spettatori del Briggs Stadium a Detroit, in una gara giocata tra nebbia e pioggia. Tornati in finale, si trovarono opposti ai Cleveland Browns di Paul Brown, la prima di cinque volte che le due formazioni si affrontarono nei playoff o in finale nel decennio. Detroit vinse con un punteggio di 17-7, conquistando il suo secondo titolo. L’anno seguente la franchigia disputò la miglior stagione della sua storia: nel draft scelse il futuro Hall of famer Joe Schmidt che andò ad affiancarsi ad altri sette futuri membri della Hall of Fame. I Lions vinsero dieci partite, finendo al primo posto della rinominata Western Conference. Nella finale del 1953 Detroit ritrovò i Browns dove Layne trovò Jim Doran col passaggio da touchdown della vittoria nei secondi finali per il definitivo 17-16. Nel 1954 le due squadre si trovarono nuovamente ma i Browns vinsero nettamente per 56-10, impedendo alla squadra del Michigan di centrare il terzo titolo consecutivo.
Malgrado i successi all’inizio degli anni cinquanta, alla metà del decennio la squadra apparve in declino. Vinse tre partite nel 1955 e finì seconda dietro ai Chicago Bears nel 1956. Nella pre-stagione 1957, Buddy Parker a sorpresa si dimise, passando ad allenare i Pittsburgh Steelers. Malgrado ciò i Lions terminarono con 8 vittorie e 4 sconfitte, terminando alla pari con i San Francisco 49ers, necessitando così di una sfida di spareggio. La gara si tenne a San Francisco e divenne nota come "The Night The Walls Talked" (la notte in cui i muri parlarono). Durante la sfida, i 49ers si portarono in vantaggio 24-7 alla fine del primo tempo grazie a tre passaggi da touchdown di Y.A. Tittle. Durante l’intervallo i giocatori dei 49ers parlavano come se avessero già vinto, e uno telefonò a sua moglie dicendole di prenotare i biglietti per la finale contro Cleveland, e lanciavano insulti verso i Lions. Poiché i muri del Kezar Stadium erano molto sottili e gli spogliatoi uno accanto all’altro, i giocatori dei Lions poterono udirli. Nello spogliatoio dei Lions, il nuovo capo-allenatore di Detroit George Wilson si alzò in piedi e disse ai suoi giocatori: "Stavo per dirvi qualcosa, ma questo è quello che pensano di voi", dopo di che si sedette. Nella prima giocata del secondo tempo il running back di San Francisco Hugh McElhenny corse 71 yard fino alle 9 yard di Detroit ma i Lions riuscirono a bloccare gli avversari concedendo solo un field goal, i loro ultimi punti della partita. Bobby Layne si era infortunato tre settimane prima ma la sua riserva Tobin Rote portò Detroit a segnare 24 punti consecutivi e alla vittoria in rimonta per 31-27. La settimana successiva, durante la finale, Rote lanciò 4 touchdown e ne segnò un quinto su corsa, portando il club alla vittoria per 59-14 e al terzo titolo in sei anni, al 2018 il suo ultimo.
Nel 1958, dopo avere condotto i Lions a tre titoli e a un decennio di giocate di alto livello, i Lions scambiarono Bobby Layne. Dopo l’infortunio dell’anno precedente, la franchigia credeva non avesse più nulla da dare. Secondo una leggenda, alla sua partenza per Pittsburgh, Layne disse che Detroit "non avrebbe vinto per altri cinquant’anni." Da allora i Lions non hanno più vinto alcun trofeo e i seguenti decenni di basso livello sono stati etichettati come "la maledizione di Bobby Layne". Senza il suo quarterback, Detroit terminò con un record di 4-7-1, uno dei peggiori di sempre per una squadra campione in carica.

## I primi anni senza Bobby Layne e potenziamento della difesa (1959-1969)

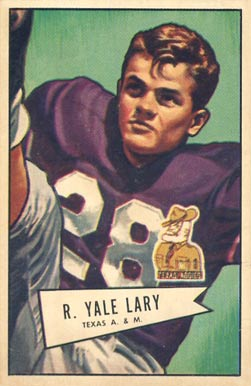
L'hall of famer Yale Lary mise a segno 50 intercetti in carriera con i Lions

Un record di 3-8-1 nel 1959 fece chiudere ai Lions in maniera deludente il miglior decennio della loro storia. All’inizio degli anni sessanta, la squadra, in fase di ricostruzione, decise di puntare sulla difesa. Detroit iniziò scambiando il defensive end Gerry Perry con i St. Louis Cardinals per il cornerback  Dick "Night Train" Lane. L'hall of famer Joe Schmidt lo definì in seguito "uno dei migliori affari nella storia di qualsiasi sport". Lane con Detroit fu convocato per tre Pro Bowl e inserito per quattro volte nella formazione ideale della stagione All-Pro. Nel draft la squadra scelse il defensive tackle Roger Brown per giocare a fianco di Alex Karras, Sam Williams e Darris McCord, formando una linea difensiva di alto livello. La squadra poteva ancora contare sulle stelle degli anni cinquanta Joe Schmidt e Yale Lary oltre che sul cornerback Dick LeBeau, giunto nel 1959. Grazie alla sua difesa la squadra ebbe un record di 7-5 al secondo posto della Western division.
L’anno seguente Detroit salì a un bilancio di 8-5, terminando ancora seconda. Il picco della squadra all'inizio degli anni sessanta fu il record di 11-3 nel 1962, diventando la terza squadra della storia a non essere mai in svantaggio per più di sette punti. Pur terminando secondi dietro ai Packers, i Lions riuscirono a batterli nella gara del Giorno del Ringraziamento a Detroit 26-14 in una sfida divenuta nota come "Thanksgiving Day Massacre". Fu l’unica sconfitta di Green Bay in tutta la stagione.
A metà degli anni sessanta, i Lions fecero da sfondo per la letteratura sportiva di George Plimpton, che trascorse del tempo nel training camp della squadra, fingendosi un giocatore. Ciò fornì il materiale di base per il suo libro Paper Lion, di cui successivamente fu prodotto un film con protagonista Alan Alda e alcuni veri giocatori dei Lions, incluso Alex Karras. Il 22 novembre 1963, William Clay Ford Sr. acquisì il controllo della squadra per 4,5 milioni di dollari. Durante la sua proprietà, durata fino alla sua morte nel 2014, i Lions vinsero una singola gara di playoff. I buoni risultati si conclusero nel 1963, terminato con un record di 5-8-1. Uno scandalo scommesse che coinvolse Alex Karras e il running back dei Packers Paul Hornung portò alla sospensione di entrambi i giocatori per la stagione 1963, contribuendo al declino dei Lions. I Lions salirono a un record di 7-5-2 ma mancarono i playoff.
La difesa di Detroit iniziò a declinare quando Yale Lary si ritirò dopo la stagione 1964, seguito nel 1965 da Schmidt e Lane. I Lions faticarono nella seconda metà degli anni '60, ricostruendo la squadra con la scelta nel draft di Lem Barney per sostituire Night Train Lane, Bob Kowalkowski ed Ed Flanagan per la linea offensiva e il running back Mel Farr. Tutti questi giocatori sarebbero divenuti dei Pro Bowler, cui si aggiunse, con la scelta del terzo giro del Draft NFL 1968, il tight end futuro hall of famer Charlie Sanders, che fu convocato per sette Pro Bowl.

## Un decennio di fallimenti (1970-1981)
Il cantante soul di Detroit Marvin Gaye progettò, dopo la morte sul palco della sua partner Tammi Terrell, di unirsi ai Lions e iniziare una carriera nel football. Guadagnò peso e si allenò per un provino nel 1970, ma fu presto svincolato. Rimase tuttavia amico di alcuni giocatori della squadra, in particolare Mel Farr e Lem Barney, che apparvero come voci di supporto nel singolo del 1971 What's Going On. Con la fusione AFL-NFL del 1970, i Lions furono inseriti nella nuova NFC Central division con Minnesota, Green Bay e Chicago. Con un record di 10-4, il club fu il primo a qualificarsi per i playoff con le appena introdotte wild card. Lì persero contro i Dallas Cowboys per 5-0 in una battaglia difensiva, non facendo più ritorno ai playoff per un decennio. 
Nel 1972 i Lions ebbero un record di 8-5-1, seguito da 6-7-1 e 7-7 i due anni seguenti. Il 28 novembre 1974 la squadra disputò la sua ultima partita al Tiger Stadium, dove persero contro i Denver Broncos. Dopo oltre 35 anni, i Lions si trasferirono al nuovo Silverdome e da allora hanno sempre disputato le gare casalinghe al coperto (al Ford Field dal 2002). Seguirono un record di 7-7 nel 1975 e 6-8 sia nel 1976 che nel 1977, con un attacco anemico che segnò pochi punti. Nel 1979, col calendario ampliato l’anno precedente a 16 gare, Detroit scese a 2-14. Ciò portò in dote la prima scelta assoluta del draft successivo, con cui fu chiamato il vincitore dell’Heisman Trophy Billy Sims da Oklahoma. Fu inoltre scelto nel quarto giro il quarterback Eric Hipple che divenne il titolare. Detroit salì subito a 9-7 nel 1980, non sufficiente a tornare però ai playoff. Il 1981 finì sull’8-8.

## Campioni della NFC Central Division e ritiro di Billy Sims (1982-1988)
I Lions iniziarono la stagione 1982 con la speranza di tornare ai playoff ma dopo avere vinto le prime due gare uno sciopero fece cancellare le successive sette. Al termine dello sciopero la squadra ebbe un record parziale di 2-5. Il bilancio finale di 4-5 fu tuttavia sufficiente a fare ritorno ai playoff. Nel primo turno vennero subito eliminati per 31-7 dai Washington Redskins, futuri campioni. L’anno seguente, trascinati da Billy Sims, i Lions vinsero 9 gare, tornando alla post-season per la seconda annata consecutiva per la prima volta dal biennio 1961-1962.
Il 31 dicembre 1983, i Lions si trovarono opposti ai San Francisco 49ers nei Divisional Playoff. Dopo che i 49ers guidati da Joe Montana erano passati in vantaggio per 14-3, riuscirono ad accorciare a 14-9 alla fine del primo tempo con due field goal di Eddie Murray, che segnò l’allora record dei playoff da 54 yard. Dopo due touchdown su corsa di Billy Simes, Detroit si portò in vantaggio per la prima volta, 23–17, a meno di cinque minuti dal termine. Montana, che fino a quel momento era stato abbastanza inefficace, orchestrò uno dei suoi classici drive del quarto periodo, completando 6 passaggi per 51 yard, chiudendo con un TD che riportò avanti i 49ers 24-23 a 1:28 dal termine. Detroit tuttavia non si arrese e anche se Gary Danielson, che stava sostituendo l’infortunato quarterback titolare Eric Hipple, aveva lanciato 5 intercetti, riuscì a portare l’attacco alla fine delle 26 yard avversarie a 11 secondi dal termine, dove Murray sbagliò da 43 yard il calcio della vittoria.
In una partita del 21 ottobre 1984 contro i Minnesota Vikings, Billy Sims subì un infortunio che pose fine alla sua carriera: dopo due anni trascorsi tentando una riabilitazione, si ritirò ufficialmente nel 1986. I Lions come nuovo capo-allenatore assunsero Darryl Rogers, considerato un guru dell’attacco che aveva allenato in precedenza a livello di college football. Tuttavia la sua gestione fu molto deludente. Dal 1985 a metà del 1988, ebbe un record di 18-40, incluso un 2-9 nel '88 che portò al licenziamento anticipato. A sostituirlo fu Wayne Fontes, che avrebbe stabilito i record in carriera di vittorie e sconfitte della squadra.

## L’era di Barry Sanders (1989-1998)

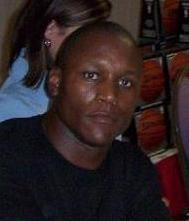
Barry Sanders giocò per tutta la carriera con i Lions, imponendosi come uno dei migliori running back della storia

Con la terza scelta assoluta nel Draft NFL 1989, i Lions scelsero un altro running back, Barry Sanders, che andò ad indossare la maglia numero 20. Giocò in attacco un altro rookie come quarterback, Rodney Peete. Barry Sanders corse 1.470 yard, secondo nella lega per sole 10 yard, venendo premiato come rookie offensivo dell’anno.
Con un nucleo di giovani promesse, i Lions avevano acquisito negli anni precedenti anche i Pro Bowler Bennie Blades e Chris Spielman nel 1988 assieme a Jerry Ball nel 1987. Malgrado ciò nel 1990 Detroit terminarono con un bilancio di 6-10, nel primo anno (di quattro complessivi) in cui Sanders guidò la NFL in yard, battendo Thurman Thomas per 7 yard. Nel 1941 il club iniziò perdendo in diretta nazionale per 45-0 contro i Washington Redskins ma riuscì a riprendersi, vincendo le successive cinque gare. La stagione regolare si chiuse con un record di 12-4 e il primo titolo di division in otto anni. A fungere da ispirazione nel finale di stagione fu la perdita della guardia Mike Utley, che rimase paralizzato in una gara contro i Los Angeles Rams il 17 novembre 1991. Mentre veniva trasportato fuori in barriera, sollevo i pollici verso i compagni squadra e alla folla del Silverdome. Tale gesto fu adottato dalla squadra e dai tifosi nel resto della stagione.
Nei playoff, i Lions ebbero facilmente la meglio sui Cowboys per 38-6, la loro prima vittoria dagli anni sessanta. Sette giorni dopo però nulla poterono contro i Redskins, perdendo 41-10 nella finale della NFC. Fu la prima volta che una squadra che non aveva segnato alcun punto nel primo turno giunse sino alla finale di conference. In seguito vi riuscirono i Philadelphia Eagles e i New England Patriots, entrambe nel 2003.
I Lions raggiunsero i playoff anche nel 1993, 1994, 1995, 1997 e 1999, facendo degli anni novanta uno dei migliori decenni della loro storia. Nel 1993 ebbero un record di 10–6, vincendo il titolo di division ma perdendo contro i Green Bay Packers, cosa avvenuta anche l’anno successivo. Nel 1995 persero in trasferta contro i Philadelphia Eagles e l’ex Rodney Peete per 58–37 (all’inizio del quarto periodo erano in svantaggio 51–7). Ne 1997, Detroit perse contro i Tampa Bay Buccaneers nel primo turno. Nel 1999 chiuse il decennio raggiungendo i playoff per la sesta volta, un record di franchigia in quell’arco di tempo. Ancora una volta però i Lions furono eliminati per mano dei Washington Redskins. 
Nel 1997 Barry Sanders corse 2.053 yard, venendo premiato come MVP della NFL assieme a Brett Favre. All’epoca, il suo totale in carriera era di 15.269 yard, secondo solo alle 16.726 di Walter Payton e l’unico tra i primi 50 corridori della storia assieme a Jim Brown a tenere una media di 5 yard a portata. Sanders però annunciò all’improvviso il ritiro alla fine della stagione 1998. Emmitt Smith batté il record di Payton, facendo scendere il giocatore dei Lions al terzo posto.

## Anni bui sotto l'amministrazione Millen (2000-2008)
Dopo aver terminato la stagione 2000 con un record di 9–7 e aver mancato i playoff solo per un field goal nell'ultima gara della stagione, il proprietario dei Lions William Clay For Sr. assunse Matt Millen, un ex giocatore, come presidente e amministratore delegato.

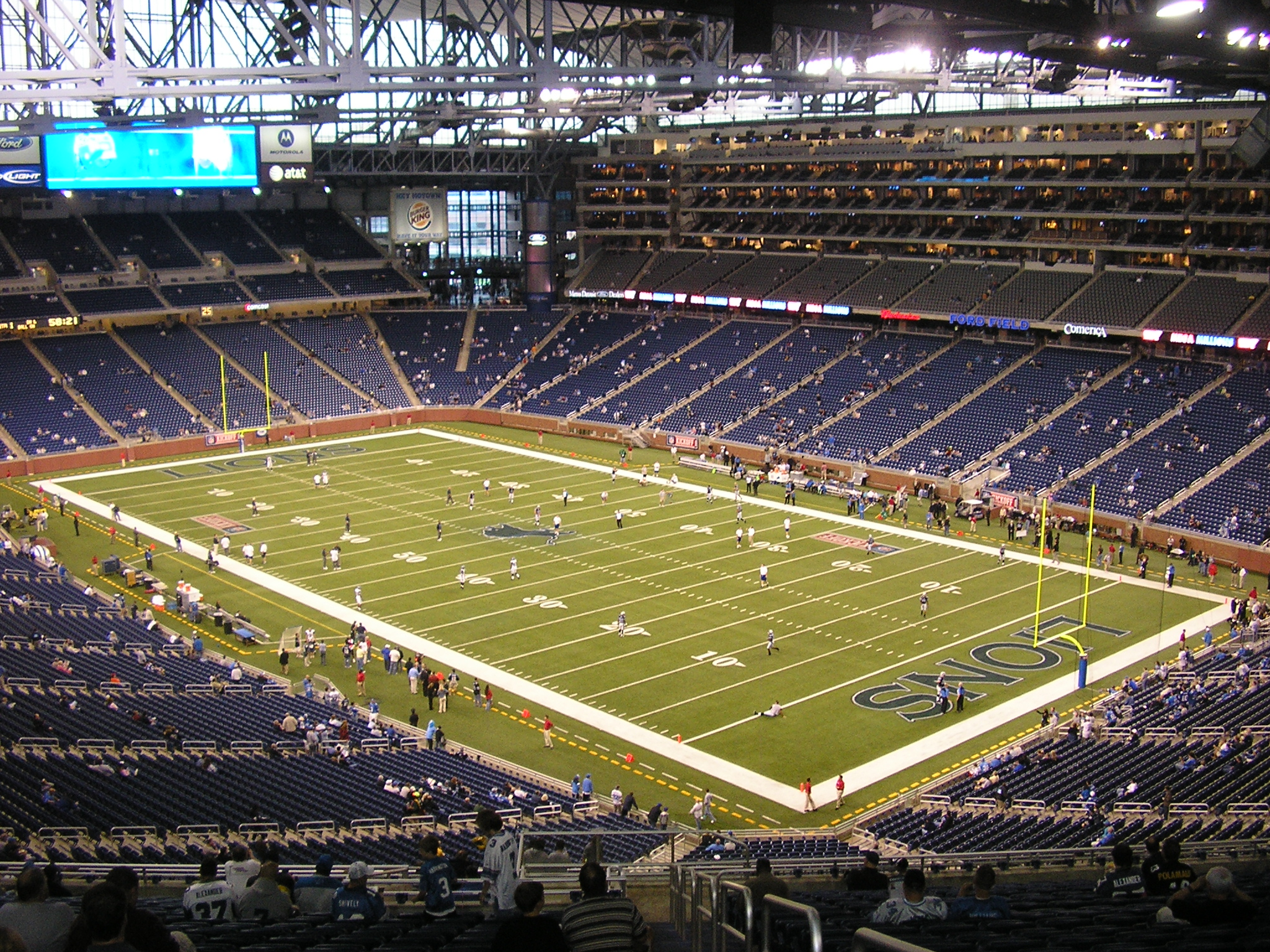
I Lions passarono al Ford Field nella stagione 2002.

I Lions trascorsero le intere annate 2001 (l'ultima al Silverdome), 2002 (la prima al Ford Field) e 2003 senza una sola vittoria in trasferta, diventando l'unica squadra della storia della NFL a non vincere una gara fuori dalle mura amiche per tre stagioni consecutive. La striscia, della durata di 24 gare (un altro record NFL) si interruppe il 12 settembre 2004, quando i Lions sconfissero i Bears 20–16 al Soldier Field di Chicago.
Nelle sette stagioni sotto la direzione di Millen come dirigente della squadra, i Detroit Lions ebbero la peggior percentuale di vittorie della lega (31–81, 27,7%), nessuna stagione con un record vincente, nessuna stagione più in alto del terzo posto della NFC North e non disputarono alcuna gara di playoff. Millen ricevette un'estensione contrattuale quinquennale all'inizio della stagione 2005.
Nel 2007 i Lions iniziarono la stagione con un promettente record di 6–2 record. L'ottimismo tuttavia ebbe vita breve, con la squadra che raggiunse una sola vittoria nelle successive otto partite, terminando con un record di 7-9.
L'inizio della stagione 2008 fu una continuazione della tendenza negativa dell'annata precedente, coi Lions che furono sconfitti nelle prime 4 gare. Il 24 settembre Millen fu licenziato. I Lions conclusero addirittura la stagione senza vittorie (0–16), primo caso nella storia della lega in una stagione a 16 partite (sarebbero stati eguagliati dai Cleveland Browns del 2017), ottenendo la prima scelta assoluta nel Draft NFL 2009. Ironia della sorte, la stagione terminata 0-16 fu l'ultima della "Maledizione di Bobby Layne".
Il 29 dicembre, anche il capo-allenatore Rod Marinelli fu licenziato. Il suo ruolino coi Lions fu di 10–38 in tre stagioni. Il vicepresidente Tom Lewand sostituì Millen come presidente, mentre l'assistente del general manager Martin Mayhew fu promosso a general manager.

## Matthew Stafford e Calvin Johnson (2009-2015)

### 2009
Il 15 gennaio 2009, i Lions assunsero Jim Schwartz come capo-allenatore. Schwartz aveva trascorso 10 stagioni coi Tennessee Titans, otto delle quali come coordinatore difensivo, contribuendo a portare la sua squadra a un record di 13–3 e al primo posto nella AFC South nel 2008. La franchigia assunse anche un nuovo coordinatore offensivo (Scott Linehan) e un nuovo coordinatore difensivo (Gunther Cunningham). Ad aprile adottò un nuovo logo, una versione più aggressiva di quello usato a partire dal 1970.

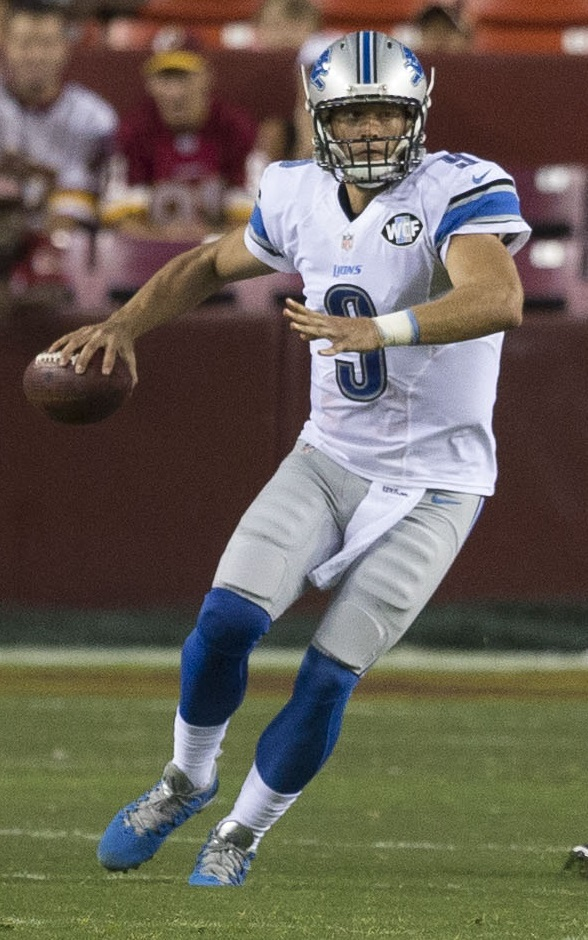
Matthew Stafford fu la prima scelta assoluta del Draft NFL 2008

I Lions scelsero dalla University of Georgia il quarterback Matthew Stafford come primo assoluto nel draft 2009. Il suo contratto di sei anni fu del valore di 41,7 milioni di dollari garantiti (la massima cifra garantita a un giocatore nella storia della NFL, fino a che Sam Bradford ricevette 50 milioni di dollari garantiti dai St. Louis Rams un anno dopo) e un totale di 72 milioni.
Nelle prime due gare del 2009, i Lions persero contro i New Orleans Saints, futuri campioni, e i Vikings. Il 27 settembre 2009, la squadra concluse la sua striscia di 19 sconfitte con una vittoria per 19–14 al Ford Field contro i Redskins. Dopo quella vittoria, le sconfitte ripresero, inclusa l'unica vittoria dei Rams in quella stagione. L'unica altra vittoria dei Lions in quella stagione fu contro i Cleveland Browns per 38-37 con Matthew Stafford che lanciò il touchdown della vittoria mentre il tempo stava scadendo. Successivamente ospitarono Green Bay nella loro annuale gara del Giorno del Ringraziamento perdendo per 34-12. La squadra perse poi le rimanenti 5 partite, incluso un umiliante 48-3 in trasferta contro i Baltimore Ravens, terminando la stagione con un record di 2-14.

### 2010
Nel Draft NFL 2010, i Lions utilizzarono la seconda scelta assoluta per selezionare il defensive tackle Ndamukong Suh dalla Università del Nebraska. Durante una gara di pre-stagione contro i Browns, Suh (che si era guadagnato al college la reputazione di giocatore particolarmente aggressivo) prese il quarterback Jake Delhomme per la maschera trascinandolo a terra. Delhomme ne uscì illeso ma Suh fu multato di 7.500 dollari per l'incidente.
I Lions iniziarono la stagione 2010 a Chicago, dove nel 2007 avevano vinto la loro ultima gara in trasferta contro un avversario di division. Malgrado i Bears fossero stati in vantaggio per la maggior parte della gara, Detroit fu sconfitta solo perché sul 19-14 un passaggio da touchdown segnato dal wide receiver Calvin Johnson fu classificato come un passaggio incompleto da un arbitro con una decisione altamente controversa. La squadra terminò con un record di 6-10. Anche se Matt Stafford giocò poco a causa degli infortuni, Drew Stanton e Shaun Hill giocarono bene al suo posto e Calvin Johnson giocò un ruolo chiave in ognuna delle sei vittorie della franchigia. Suh dal canto suo mantenne fede alle aspettative venendo premiato come rookie difensivo dell'anno.

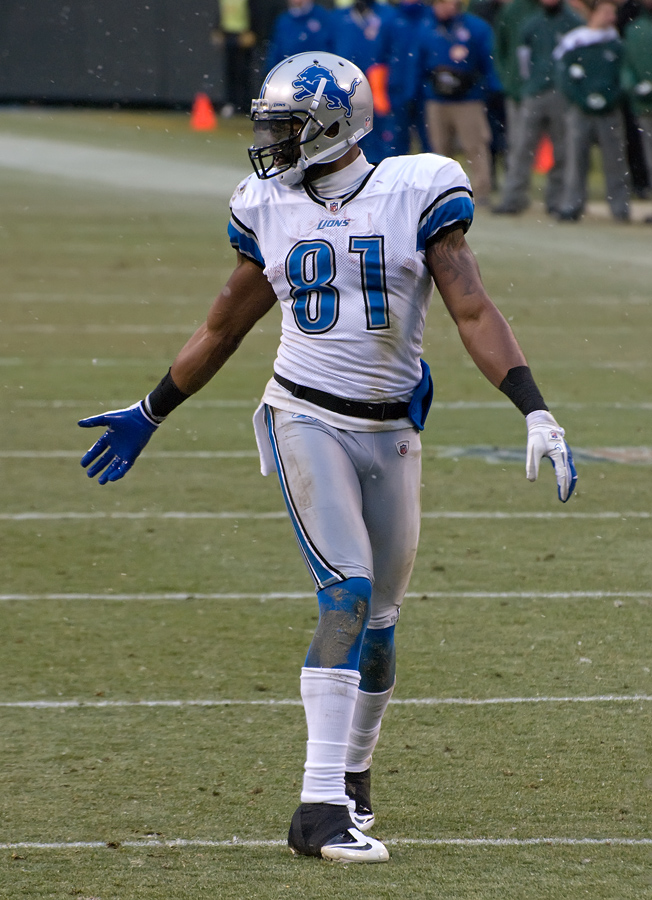
Calvin Johnson guidò la lega in yard ricevute nel 2011 e 2012.

### 2011: ritorno ai playoff
Nel 2011 la squadra partì con 5 vittorie consecutive per la prima volta dal 1956. Nel Giorno del Ringraziamento Suh fu espulso dopo aver calpestato un braccio di Evan Dietrich-Smith, confermando la sua fama di giocatore sporco. Nel quindicesimo turno, in una gara equilibrata contro gli Oakland Raiders, Stafford lanciò il touchdown del pareggio a Calvin Johnson. Poco dopo, Suh bloccò loro il field goal della vittoria, che alla fine arrise ai Lions. Con la vittoria sui San Diego Chargers nella settimana 16, i Lions si qualificarono per i loro primi playoff negli ultimi dodici anni. Nel turno delle wild card, la squadra fu sconfitta in trasferta dai Saints. A fine anno Stafford divenne il quarto giocatore della storia della lega a passare più di 5.000 yard in una stagione mentre Johnson guidò la NFL con oltre 1.600 yard ricevute, oltre a segnare 16 touchdown su ricezione.

### 2012–15
La stagione 2012 vide i Lions provare a migliorare la positiva annata precedente. Partirono con un record di 4–4, dopo di che persero 8 gare consecutive, la loro peggior striscia dal 2008, terminando 4–12. Questa fu l’ultima stagione del kicker Jason Hanson, allora, a 42 anni, il giocatore più anziano in attività, che si ritirò.
La stagione 2013 fu un miglioramento rispetto alla precedente. Nella settimana 10, dopo la prima vittoria a Chicago dal 2007, la squadra era in testa alla NFC North. Nella tredicesima, la squadra vinse la sua prima gara nel Giorno del Ringraziamento dal 2004 con un 40–10 su Green Bay. Dopo avere perso tutte le ultime 4 gare però Detroit fu eliminata dalla corsa ai playoff, portando al licenziamento di Jim Schwartz il 30 dicembre. Il 14 gennaio 2014 i Lions assunsero Jim Caldwell che divenne il primo capo-allenatore afroamericano della loro storia.
Il 9 marzo 2014, lo storico proprietario William Clay Ford morì all’età di 88 anni. Il controllo della società passò alla vedova Martha Firestone Ford.
Durante la stagione 2014, l’influenza di Jim Caldwell migliorò drasticamente i Lions rispetto ai due anni appena trascorsi. Potendo contare sulla seconda miglior difesa della lega (dietro solo ai Seattle Seahawks campioni in carica), i Lions ebbero un record di 11–5 qualificandosi per i playoff, dove furono eliminati dai Cowboys in una gara dal finale controverso. 
Il 5 novembre 2015, i Lions licenziarono il general manager Martin Mayhew e il presidente Tom Lewand, dopo avere perso sette delle prime otto gare. Come nuovo presidente fu assunto Rod Wood. Questa fu l’ultima stagione di Calvin Johnson che si ritirò come leader di tutti i tempi della squadra per yard ricevute in carriera.

## L’era di Bob Quinn
L’8 gennaio 2016 i Lions assunsero Bob Quinn come general manager. Malgrado la squadra non fosse circondata da alte aspettative, Detroit stabilì un record di 8 rimonte nel quarto periodo e vinse 9 partite, con un record di 9-7, sufficiente a qualificarsi ai playoff come wild card, dove fu subito eliminata dai Seattle Seahawks 26-6. L’anno seguente vi fu nuovamente un record di 9-7 rimanendo fuori dai playoff, portando al licenziamento di Jim Caldwell. Detroit assunse al suo posto l’ex coordinatore difensivo dei New England Patriots Matt Patricia il 5 febbraio 2018.. Un problema delle stagioni 2016 e 2017 fu il gioco sulle corse, cosa a cui i Lions cercarono di ovviare firmando LeGarrette Blount dagli Eagles e scegliendo nel draft il running back Kerryon Johnson da  Auburn. Dopo avere perso le prime due partite della stagione, i Lions batterono a sorpresa i Patriots 26–10. Il 24 ottobre fu acquisito Damon Harrison dai New York Giants. Qualche giorno dopo avere perso contro i Seattle Seahawks, ottennero in uno scambio Golden Tate dagli Eagles. La squadra faticò per il resto della stagione e concluse con un bilancio di 6–10, ultima nella NFC North. A fine anno Jim Bob Cooter fu licenziato da coordinatore offensivo.
Il 16 gennaio 2019 i Lions assunsero Darrell Bevell come coordinatore offensivo. In seguito svincolarono le safety Glover Quin e T.J. Lang e il cornerback Nevin Lawson. Fu ingaggiato l'ex ricevitore dei Patriots Danny Amendola per riempire il vuoto lasciato da Golden Tate e furono concessi grossi contratti a Justin Coleman e Trey Flowers. Nel Draft NFL 2019 fu scelto da Iowa il tight end T.J. Hockenson come ottavo assoluto. La squadra fu imbattuta nelle prime tre partite (2-0-1) prima che una devastante serie di infortuni e di sconfitte in gare equilibrate facesse terminare con un record parziale di 1-12 nel resto dell'anno, incluse nove sconfitte consecutive.
Il 23 giugno 2020 la proprietaria di maggioranza Martha Firestone Ford si fece da parte, venendo succeduta dalla figlia Sheila Ford Hamp.